# Dodonaea polyandra
Dodonaea polyandra är en kinesträdsväxtart som beskrevs av Merrill & Perry. Dodonaea polyandra ingår i släktet Dodonaea och familjen kinesträdsväxter. Inga underarter finns listade i Catalogue of Life.